# Pigeon (rivière)
Pour les articles homonymes, voir Pigeon (homonymie).
La rivière Pigeon est un cours d'eau des États-Unis d'une longueur de 113 km qui coule dans les États de la Caroline du Nord et du Tennessee. Elle est un affluent de la French Broad dans le bassin du Mississippi.

## Source de la traduction
- (en) Cet article est partiellement ou en totalité issu de l’article de Wikipédia en anglais intitulé « Pigeon River (Tennessee – North Carolina) » (voir la liste des auteurs).